# Hiszam Arazi
Hiszam Arazi (arab. هشام أرازي, Hišām Arāzī; ur. 19 października 1973 w Casablance) – marokański tenisista, reprezentant w Pucharze Davisa, olimpijczyk.

## Kariera tenisowa
W latach 1993–2007 grał w zawodowym gronie tenisistów.
Podczas swojej kariery wygrał 1 turniej z cyklu ATP World Tour, w Casablance w 1997 roku. Ponadto grał 2 razy w finałach singla (Merano i Monte Carlo) oraz debla (Casablanca, Taszkent).
W latach 1993–2004 reprezentował Maroko w Pucharze Davisa, rozgrywając łącznie 44 spotkania, z których w 26 triumfował.
W 1996 i 2004 roku Arazi zagrał na igrzyskach olimpijskich w Atlancie i Atenach, w grze pojedynczej. Z obu rywalizacji został wyeliminowany w 1 rundach.
W rankingu gry pojedynczej Arazi najwyżej był na 22. miejscu (5 listopada 2001), a w klasyfikacji gry podwójnej na 144. pozycji (21 czerwca 2004). Na kortach zarobił łącznie 3 602 644 dolarów amerykańskich.

### Finały w turniejach ATP World Tour
| Legenda                                      |
| -------------------------------------------- |
| Wielki Szlem                                 |
| Igrzyska olimpijskie                         |
| Tennis Masters Cup / ATP Finals              |
| ATP Masters Series / ATP Tour Masters 1000   |
| ATP International Series Gold / ATP Tour 500 |
| ATP International Series / ATP Tour 250      |

#### Gra pojedyncza (1–2)
| Końcowy wynik | Nr | Data             | Turniej     | Nawierzchnia | Przeciwnik       | Wynik finału  |
| ------------- | -- | ---------------- | ----------- | ------------ | ---------------- | ------------- |
| Zwycięzca     | 1. | 30 marca 1997    | Casablanca  | Ceglana      | Franco Squillari | 3:6, 6:1, 6:2 |
| Finalista     | 1. | 13 czerwca 1999  | Merano      | Ceglana      | Fernando Vicente | 2:6, 6:3, 6:7 |
| Finalista     | 2. | 22 kwietnia 2001 | Monte Carlo | Ceglana      | Gustavo Kuerten  | 3:6, 2:6, 4:6 |

#### Gra podwójna (0–2)
| Końcowy wynik | Nr | Data             | Turniej    | Nawierzchnia | Partner        | Przeciwnicy                      | Wynik finału  |
| ------------- | -- | ---------------- | ---------- | ------------ | -------------- | -------------------------------- | ------------- |
| Finalista     | 1. | 30 marca 1997    | Casablanca | Ceglana      | Karim al-Alami | João Cunha e Silva Nuno Marques  | 6:7, 2:6      |
| Finalista     | 2. | 14 września 1997 | Taszkent   | Twarda       | Ejal Ran       | Vincenzo Santopadre Vince Spadea | 4:6, 7:6, 0:6 |